# Rodrigo Ruiz
Rodrigo Ruiz (10 de maio de 1972) é um treinador e ex-futebolista chileno-mexicano que atuava como meia.

## Carreira
Rodrigo Ruiz integrou a Seleção Chilena de Futebol na Copa América de 1995.